# Sansevieria concinna
Sansevieria concinna är en sparrisväxtart som beskrevs av Nicholas Edward Brown. Sansevieria concinna ingår i släktet bajonettliljor, och familjen sparrisväxter. Inga underarter finns listade i Catalogue of Life.

## Bildgalleri

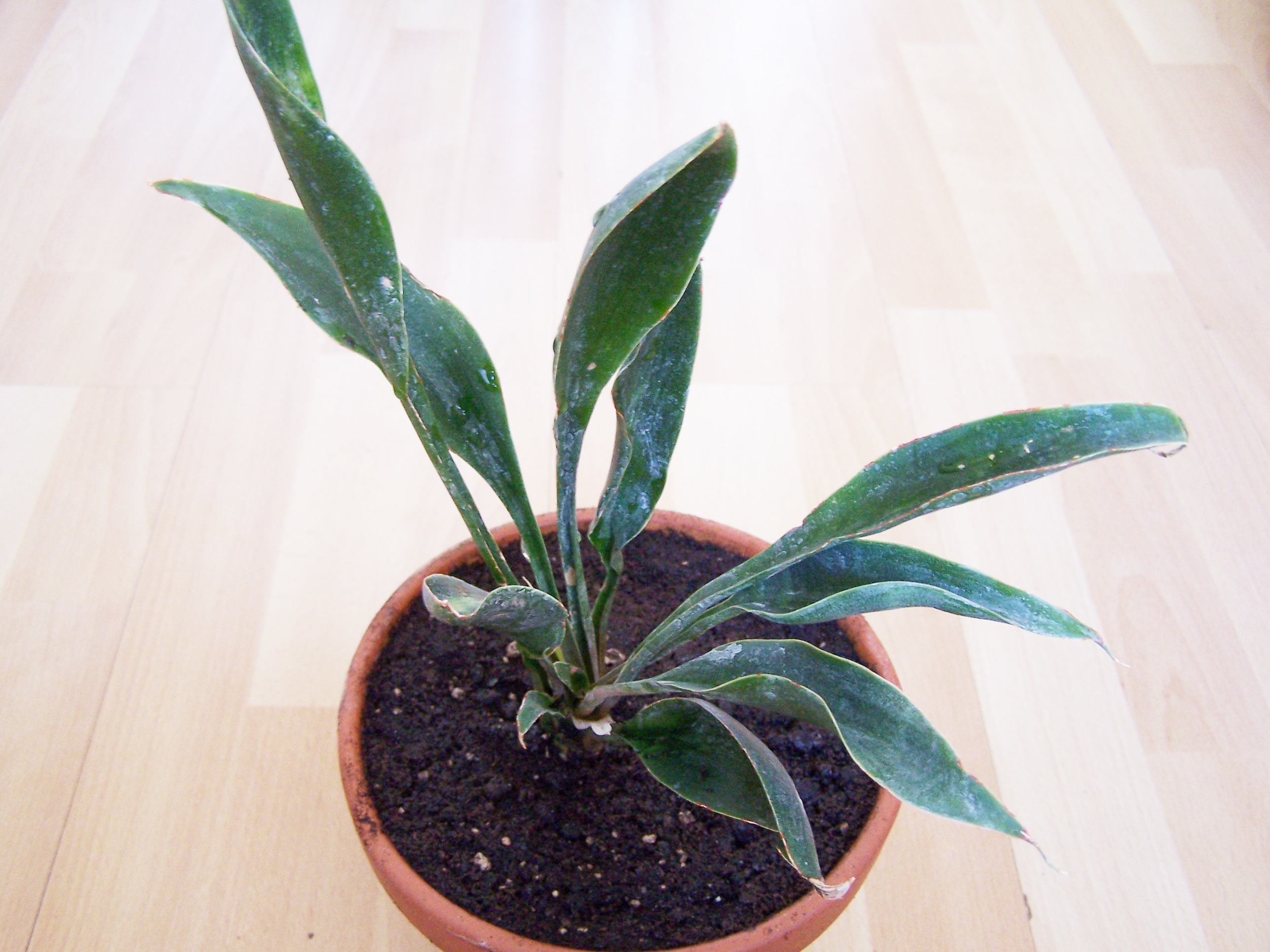